# ایلیزا ایکدا
ایلیزا ایکدا (انگلیسی: Elaiza Ikeda؛ زادهٔ ۱۶ آوریل ۱۹۹۶) مدل (شخص)، و بازیگر اهل ژاپن است.